# Emmanuel Babayaro
Emmanuel Hyacinth Babayaro (* 26. Dezember 1976 in Kaduna) ist ein ehemaliger nigerianischer Fußballspieler. Er nahm an den Olympischen Spielen 1996 in Atlanta teil.

## Werdegang
Babayaro begann als Jugendlicher im zentralen Mittelfeld Fußball zu spielen. Sein Bruder Celestine gab ihm den Rat auf die Position des Tormannes zu wechseln. Bei der U-17-Fußballweltmeisterschaft 1993 wurde er mit der nigerianischen Mannschaft U-17 Weltmeister. Mit 16 Jahren stand er bei Plateau United FC im Kader, hatte aber keine Einsätze in dieser Zeit. Bei den Olympischen Sommerspielen 1996 stand er im Kader der nigerianischen Mannschaft, kam aber zu keinem Einsatz. Nach den Olympischen Spielen wechselte er für zwei Saisonen zu Besiktas Istanbul. Er hatte aber den Kroaten Marjan Mrmjé im Tor vor sich. In dieser Zeit gewann Besiktas den türkischen Cup.

## Erfolge
- U-17-Weltmeister 1993
- Olympiasieger 1996
- Türkischer Pokalsieger 1997/98

## Nach der Karriere
Im Jahr 2015 wurde er für drei Jahre zum General Manager von Kabune United. Davor war er Leiter der Pioneers Academy.

## Privates
Seine Brüder Ibrahim Babangida, Haruna Babangida, Tijani Babangida und Celestine Babayaro  sind ebenfalls Fußballspieler. Mit seinem Bruder Celestine gewann er 1996 die Goldmedaille bei den Olympischen Spielen in Atlanta.